# والتر ارين
والتر ارين (12 يوليو 1871 في نيوزيلندا - 14 أغسطس 1944 في نيوزيلندا) (بالإنجليزية: Walter Warren)‏ هو لاعب كريكت نيوزلندي.

## وصلات خارجية
- والتر ارين على موقع إي آس بي آن كريك إنفو (الإنجليزية)